# Ein Schmetterling im November
Ein Schmetterling im November. Roman. Mit siebenundvierzig Rezepten und einer Strickanleitung (im Original Rigning í nóvember, 2004) ist ein Werk der isländischen Bestsellerautorin Auður Ava Ólafsdóttir, das 2013 in einer deutschen Übersetzung von Sabine Leskopf beim Insel Verlag in Berlin erschienen ist. Thematisch kreist das Werk um Selbstbegegnung und Zusammenleben, um Verständigung und Verstehenlernen.

## Handlung
Elisabeth übernimmt Tumi in ihre Obhut, den vierjährigen Sohn ihrer besten Freundin Auður, als jene sich für eine komplizierte Schwangerschaft mit Zwillingen vorzeitig in eine Klinik begibt, wo für den 24. Dezember der Termin für ihre Entbindung festgelegt wird. Auður überlässt ihr auch noch einen Termin bei ihrer Wahrsagerin, den Elisabeth wahrnimmt, obwohl sie zunächst meint, damit nichts anfangen zu können. Im Laufe der Geschichte scheinen manche der Weissagungen in Erfüllung zu gehen. Zu Beginn des Romans ist Elisabeth noch verheiratet, bald jedoch nicht mehr; ihre mehr oder weniger spontanen sexuellen Begegnungen mit Männern laufen weiter wie zuvor. Sie zieht um und stapelt ihr Hab und Gut in einem Nebenraum ihres Büros in Reykjavík, das sie für ihre Tätigkeit als Übersetzerin nutzt. Dann gewinnt sie zunächst ein Ferienhaus inklusive des Services, es an einem Ort ihrer Wahl aufstellen zu lassen und kurz darauf in einem anderen Lotto den Hauptgewinn, so dass sie für eine Weile finanziell völlig unabhängig ist. Zusammen mit Tumi macht sie sich im November auf den Weg zu ihrem neuen Ferienhaus in der Gegend der Ostfjorde, wo sie in ihrer Kindheit die Sommer bei der Großmutter verbracht hat und wohin sie von einem Schmetterling begleitet werden. Am Ende des Buches machen sich Tumi und Elisabeth auf zurück „in die Stadt“, um mit Elisabeths Mutter Weihnachten zu feiern. Inzwischen hat Tumi der Erzählerin einiges beigebracht, unter anderem, wie man Gaffer einfach gelassen ignoriert, die noch nie einen kleinen, selbstbewussten Menschen mit Hörgerät und starker Brille gesehen zu haben scheinen.

## Aufbau des Werks
Das Werk besteht aus zwei Teilen. Auf den Seiten fünf bis 308 findet sich „Ein Schmetterling im November“ (mit dem Umriss eines Schmetterlings als Grafik), „Die Rezepte der Erzählerin. Siebenundvierzig Rezepte und eine Strickanleitung“ finden sich auf den Seiten 309 bis 356 (mit einem Fischkopf bis zur Körpermitte als Grafik). Der erste Teil beginnt mit einer Widmung („Für Melkorka Sigriður“) und einem „Rätsel aus der Kinderstunde“: „Wo gibt es Städte, aber keine Häuser, / Straßen, aber keine Autos / Wälder, aber keine Bäume? // Antwort: auf der Landkarte“, dann folgen 65 Kapitel, gezählt wird ab „Null“, welches das einzige Kapitel ist, das gänzlich kursiv gesetzt ist und worin eingangs gesagt wird: „So also sieht das Ganze heute für mich aus, wenn ich zurückblicke und mich vielleicht nicht mehr der Reihe nach an alles erinnern kann.“ 64 der Kapitel umfassen eine Länge von einer bis achteinhalb Seiten, wobei die meisten zwischen zweieinhalb und vier Seiten lang sind. Im sechsten Kapitel, mit 13,5 Seiten dem längsten des Buches, zählt der später geschiedene Ehemann der Erzählerin seine Trennungsgründe auf, informiert sie über seine Heiratspläne nebst Kinderwunsch und lässt sich von seiner Noch-Ehefrau zu einem Essen einladen (siehe Rezept „Wildgans mit Beilagen und Geleesoße“).

## Rezensionen
jüngste zuerst
- Audur Ava Ólafsdóttir: Ein Schmetterling im November, srf.ch, BuchZeichen 12. Januar 2014, 6 Minuten podcast
- Isabel Berwick, Butterflies in November, by Audur Ava Olafsdóttir, ft.com, 27. Dezember 2013
- Sarah Moss, Butterflies in November by Auður Ava Ólafsdóttir – review, guardian.com, 30. November 2013
- Bernhild Vögel, Ein Schmetterling im November, icelandreview.com, 12. November 2013
- Susann Fleischer: Eine Geschichte wie ein Rausch der Emotionen, literaturmarkt.info, 11. November 2013
- L'embellie, elle.fr, 12. Oktober 2012
- Audur Ava Olafsdottir, L’aventure lumineuse, parismatch.com, 19. September 2012

## Ausgaben
- auf Isländisch (Originalsprache): Auður Ava Ólafsdóttir, Rigning í nóvember, Salka, Reykjavík 2004, ISBN 9789979768319
- auf Französisch:  L'embellie : roman, Übersetzung: Catherine Eyjólfsson, Paris, Zulma 2012, ISBN 9782843045899
- auf Italienisch: La donna è un'isola, Übersetzung: Stefano Rosatti, Einaudi, Torino 2013, ISBN 978-88-06-21541-5
- auf Spanisch: La mujer es una isla, Übersetzung: Elías Portela, Madrid, Punto de Lectura 2013, ISBN 9788466327473
- auf Englisch: Butterflies in November, Übersetzung: Brian Fitzgibbon, London, Pushkin 2013, ISBN 9781782270102
- auf Deutsch: Ein Schmetterling im November. Roman. Mit siebenundvierzig Rezepten und einer Strickanleitung, Übersetzung: Sabine Leskopf, 356 S., Insel Verlag, Berlin 2013, ISBN 978-3-458-17581-0